# Печи (военный городок)

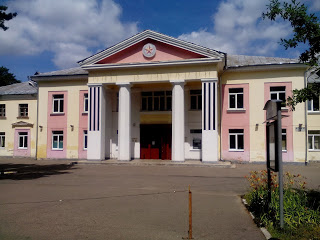
Печинский Дом культуры.
Бывший Дом офицеров.
2015 год

Пе́чинский военный городок города Борисова, более известный как просто Пе́чи (бел. Пе́чы) — район Борисова, место расположения 72-го Объединенного учебного центра Вооружённых Сил Беларуси (ОУЦ-72). Название «Печи» может относиться как к целому военному городку, включая жилые дома, гражданскую инфраструктуру и среднюю школу, так и к самому ОУЦ-72. В разные периоды времени «Печи» функционировали как закрытый и открытый военный городок. В настоящее время его статус как военного городка условен, поскольку практически вся инфраструктура находится на городском балансе Борисова.
Большая часть жилых домов в этом районе расположена на одной улице — улице Гвардии сержанта Серебрянникова. Дома имеют хаотичную застройку по всей территории городка. Частный сектор расположен на улице Подлесная. Также на территории Печей есть улицы Братьев Вайнруб и Тухачевского.
Ранее территория военного городка была закрытым объектом, о чем свидетельствует бетонный забор с блок-постами в нём (блокпосты ныне не существуют).

## История
Примерно в 1928—1929 годах в лесу недалеко от села Печи (точнее в районе «Зеленого городка»), появились первые воинские части Красной Армии. Село Печи стояло на берегу реки Плиса (сейчас от села остались только фундаменты домов). Название села дало начало почтовому отделению, используемому военными для корреспонденции — «п/о Печи» .
В 1934—1936 годах здесь велось строительство для нужд переезжавших военных и членов их семей 19-й кавалерийской дивизии. На улице Серебрянникова есть несколько домов с указанием годов постройки: 1934, 1935 и 1936. В 1936 году здесь также была построена школа (ныне школа № 7 Борисова).
После воссоединения Западной Белоруссии с БССР 19-я дивизия была переброшена в Западную Белоруссию. Согласно приказу Наркома обороны № 0195 от 24 августа 1940 года, Минское кавалерийское училище было переименовано в Борисовское кавалерийское училище. 17 сентября 1940 года, в соответствии с приказом МО № 11700 от 5 августа 1940 года, училище было переведено в Новый Борисов, в военный городок «Печи». Затем, 14 февраля 1941 года, согласно приказу НКО № 060, школа была преобразована в бронетанковое училище, возглавляемое генерал-майором В. Т. Обуховым, а с 1941 года — генералом Сусайковым.
Во время Великой Отечественной войны в июле 1941 года преподаватели и ученики школы три дня обороняли передние рубежи Борисова, а затем отступили на восток. Во время немецкой оккупации на территории военного городка располагался мощный немецкий гарнизон и действовала школа абвера «Сатурн», готовившая диверсантов для заброски в советский тыл.
После окончания Второй мировой войны, в период с 1945 по 1947 годы, в Печах была расквартирована стрелковая дивизия под командованием генерала Хрусталева. В это время многие здания на территории находились в разрушенном состоянии, а офицеры проживали во временных бараках, вывезенных из Германии. В 1947—1950 годах военнослужащие Печинского гарнизона принимали участие в борьбе с бандитизмом в Борисове и его окрестностях.
В период послевоенного восстановления, будущую улицу Серебреникова покрыли аэродромными плитами, доставленными армейскими «Студебекерами». Позднее поверх этих плит был уложен асфальт. В 1950-х годах городок был окружен деревянным забором, который затем в 1970-х годах был заменен бетонным. Примерно в 1974 году название улицы было изменено с «п/о Печи» на улицу Серебрянникова .
Весной 1968 года КГБ БССР стало известно о планах сотрудников посольства США Якобсона, Агетера, Метсона и Бартоса посетить Борисов в рамках поездок по регионам СССР. Предыдущие поездки вызвали подозрения в шпионаже американцев. Когда указанные сотрудники прибыли в Борисов, Метсон и Якобсон отправились в Печи, куда ходил городской автобус № 10, останавливавшийся в режимной зоне и на контрольно-пропускных пунктах. Группа захвата задержала американцев под предлогом проверки документов, а затем отпустила их. После этого четверо «шпионов» вернулись в Москву. Вероятно, американские военные поверили дезинформации КГБ о местонахождении радиолокационных установок в Печах.
В начале 1970-х годов, остановка автобуса № 10 была сделана примерно в 100 м от центрального КПП, который находится там до сих пор, и проезд транспортных средств в городок стал возможен только при наличии специальных разрешений.

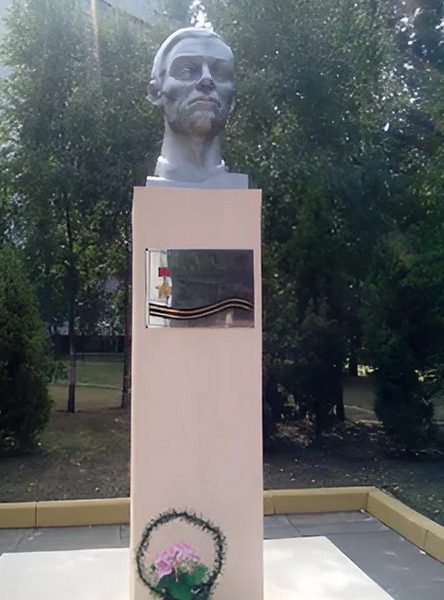
Бюст сержанта Серебрянникова. 2015 год. Печи. Борисов.

В течение 1980-х и 2000-х годов военный городок постепенно проходил процесс демилитаризации. В это время был открыт свободный доступ общественного транспорта в городок. В 2000-х годах началась активная фаза демилитаризации: новые жилые дома были заселены гражданским населением, торговые объекты переданы коммерческим структурам, заградительная инженерная полоса на территории городка постепенно ликвидировалась, а Дом офицеров преобразован в Печинский Дом культуры.
С 1996 года в Печах действует православный приход. В начале 2000-х за забором (в 50 метрах от бывшего центрального КПП) был построен православный храм в честь Дмитрия Донского, открывшийся для прихожан в 2006 году. Другие религиозные объединения, имеющие свои общины в Печах, представлены Свидетелями Иеговы и адвентистами седьмого дня.
В 2014 году слева от стелы со звездой на въезде в город установлен бюст сержанта Серебрянникова, имя которого носит главная улица городка.
В 2017—2018 годах широкой общественной огласке были преданы события в Печах, связанных с расследованием гибели солдата срочной службы Александра Коржича в ОУЦ-72. Хотя и до этого военная учебная часть («учебка Печи») имела печальную известность, это был один из самых резонансных, но далеко не единственный случай гибели здесь военнослужащего срочной службы.
Архитектура
В Печах есть несколько жилых домов сталинской архитектуры, построенных в 1934—1936 годах. Наиболее характерны здание средней школы № 7, православная церковь имени Дмитрия Донского и Дом культуры. Есть также несколько военных памятников, некоторые из которых находятся в аварийном состоянии.
Дом культуры
В 1937 году было построено здание Дома офицеров. Помимо офицерских собраний и культурных мероприятий, здание использовалось и для проведения выездных судебных заседаний: по воспоминаниям журналиста газеты «Витебский курьер», который в 1967 году проходил военную службу в Печах, в Доме офицеров, в присутствии солдат и офицеров части, прошел показательный суд над тремя дезертировавшими солдатами.
В 2011 году здание было передано на баланс города и стало Печинским Домом культуры. Дом офицеров переехал на территорию казармы. Следы советского и немецкого военного присутствия до сих пор можно увидеть в Печинском Доме культуры.
Школа № 7
Находящаяся на территории Печей школа № 7 Борисова была построена в 1936 году как сельская школа и только спустя много десятилетий стала городской средней школой № 7. В школе имеется военно-патриотический класс (с 1996 года) и три музея: музей истории школы; музей декоративно-прикладного искусства «Истоки», музей истории 6-й Ровенской дивизии — ныне 72-го объединённого учебного центра в составе ВС Белоруссии.
29 мая 1991 года в Пятах начала действовать культурная организация «Сябрына», как филиал Общества белорусского языка имени Франциска Скорины. Ежемесячно (в последнюю среду месяца), в средней школе № 7 «Сябрына» проводила открытые занятия по изучению белорусского языка, истории и культуры Беларуси .

## Интересные факты
- В Печах после окончания академии служил будущий министр обороны СССР Маршал Советского Союза Андрей Гречко[14].
- Весной 1970 года в Печи приезжал на разбор военных учений «Двина» Генеральный секретарь ЦК КПСС Леонид Брежнев[14].
- В 1990—1991 годах в Печах вышли три номера газеты «Печинские новости» (№ 1, 7 ноября 1990 года; № 2, 31 января 1991 года; № 3, 26 декабря 1991 года). Они находятся в хранилище Национальной библиотеки Беларуси. Газета была русскоязычной, тиражом 1000 экземпляров и состояла из четырех страниц. Большая часть статей была анонимной. Основная тематика: проблема самоуправления города Печи и злоупотреблений высшего офицерского состава города. Газета издавалась на принципах самоокупаемости, и отсутствие самоокупаемости могло стать причиной ее исчезновения.
- 7 ноября 1990 года на страницах газеты «Печинские новости» заявило о себе Движение за создание Комитета общественного самоуправления города (КОС) под руководством офицера Юрия Мамцева[15]. В начале ноября 1990 года в Доме офицеров инициаторы КОС организовали встречу жителей города с несколькими народными депутатами и председателем Белорусского объединения военных (БОВ) Николаем Статкевичем. На встрече пытались поднять вопрос о проведении референдума о самоуправлении города и выслушать доклад депутата Миноблсовета Игнатенко о проведении партийной номенклатурой незаконной приватизации определенного имущества, но один из командиров гарнизона Печи и депутат городского совета Борисова Новик не позволил это сделать[16]. После этого майор М. Варанец, один из организаторов встречи, участник КОС и член БОВ был уволен из Вооруженных сил СССР[17]. В конце 1990 года Комитет был зарегистрирован, однако информации о его дальнейшей деятельности нет.

## Галерея

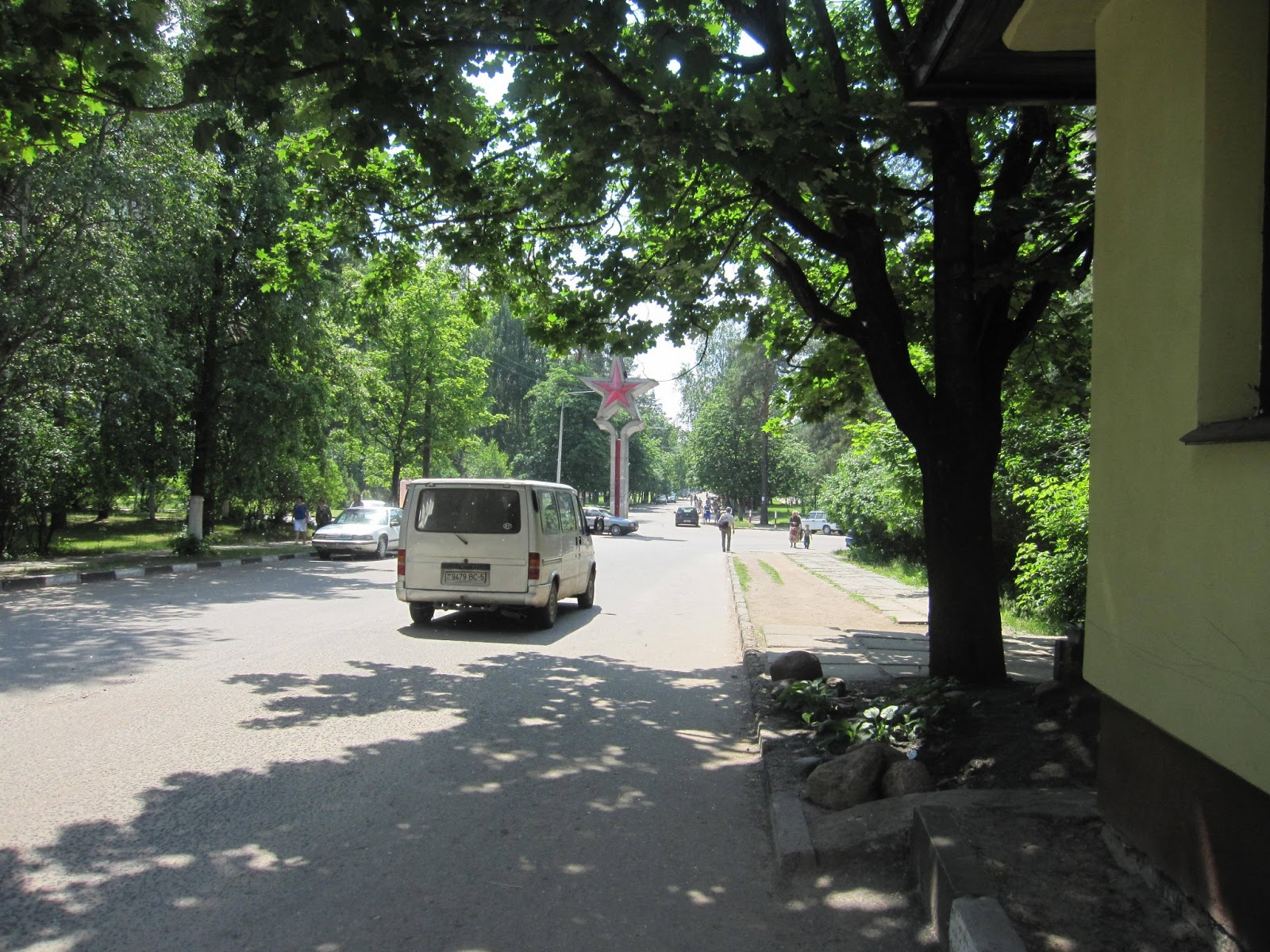
Бывший главный контрольно-пропускной пункт военного городка Печи
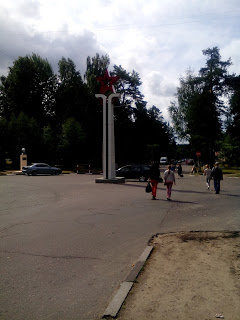
Стела с пятиконечной звездой. 2015
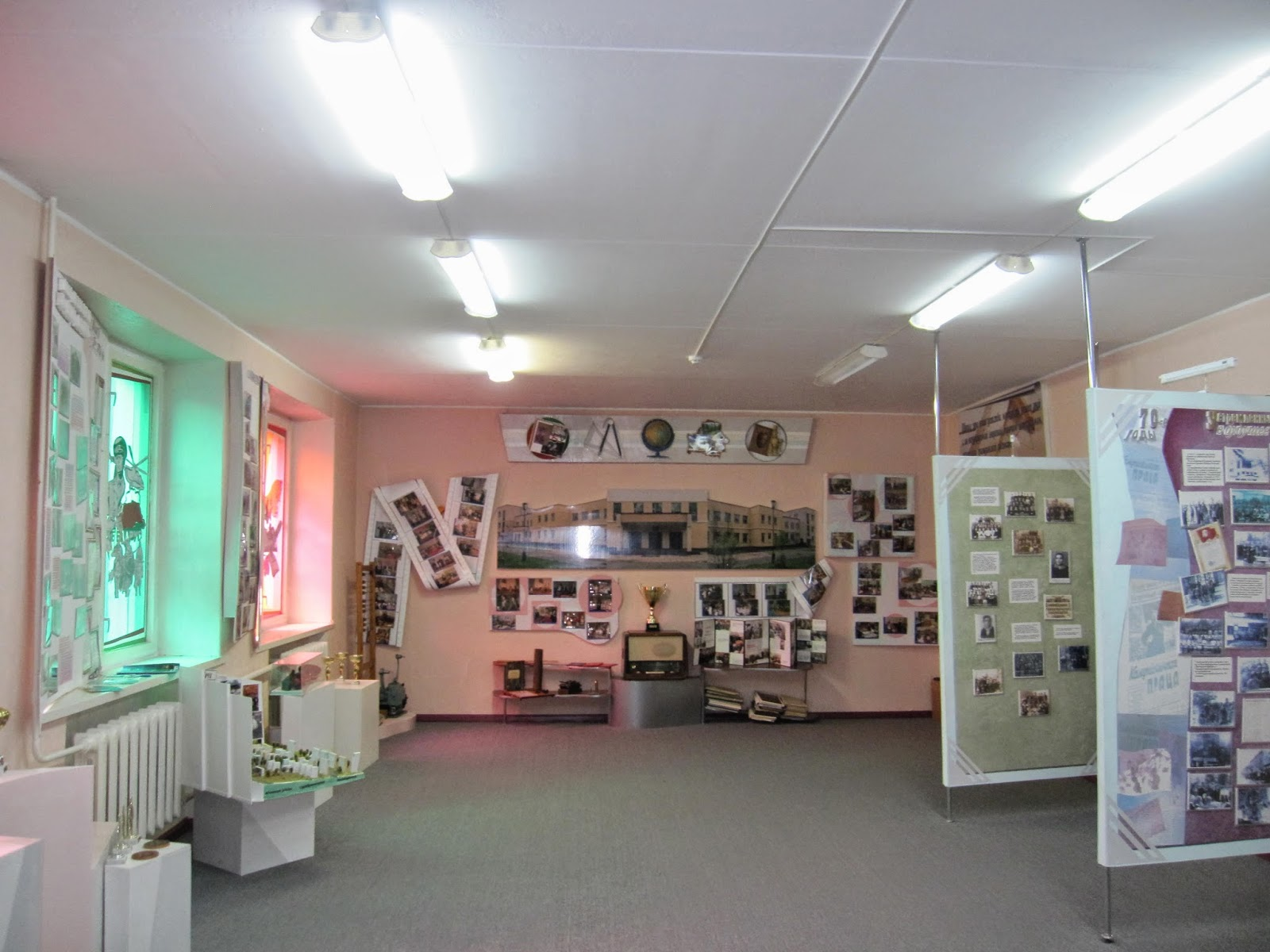
Интерьер музея истории школы. Школа №7 Борисова. 2014
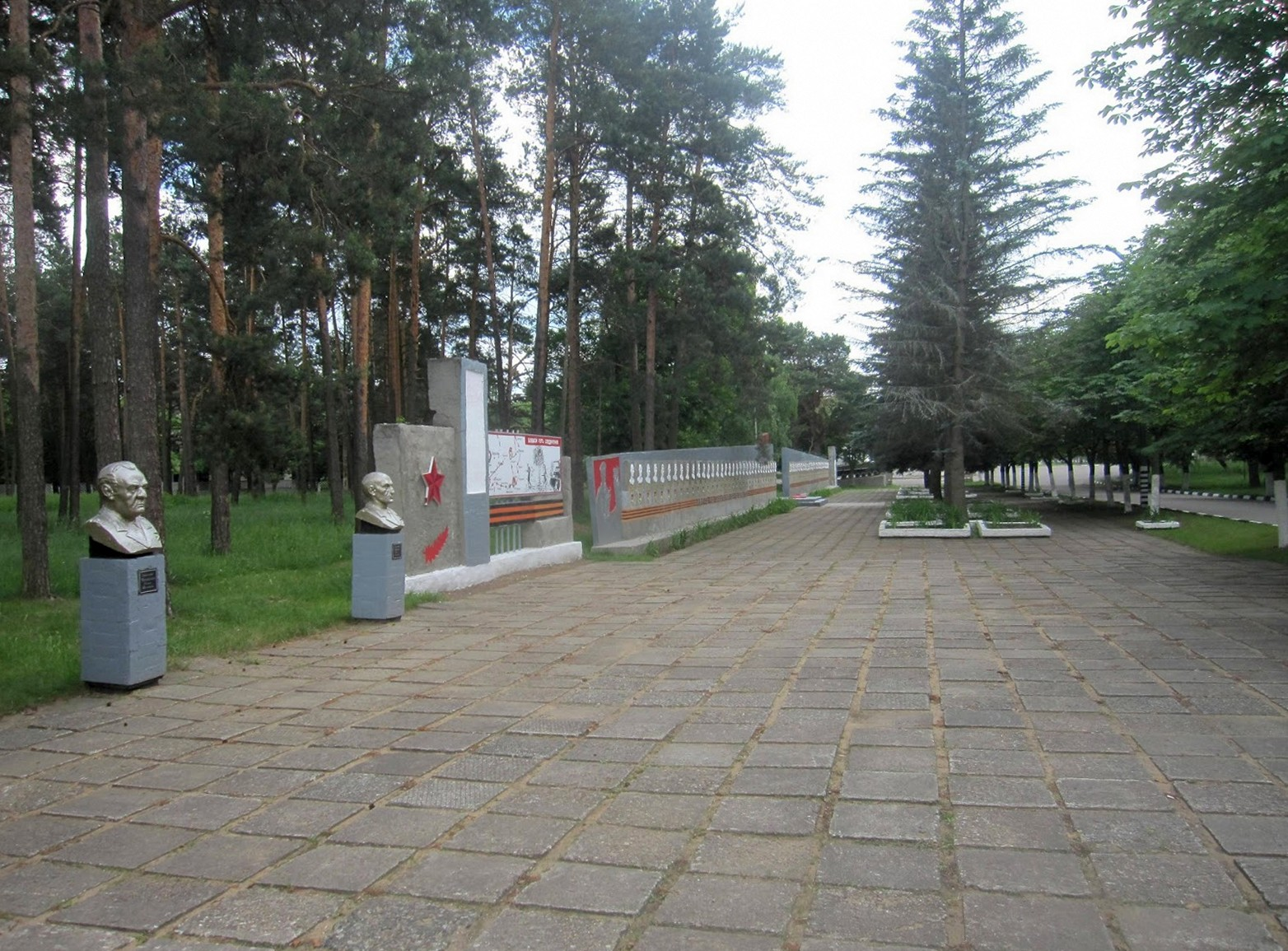
Аллея героев Ровенской дивизии. Городок Печи. Борисов. 2013
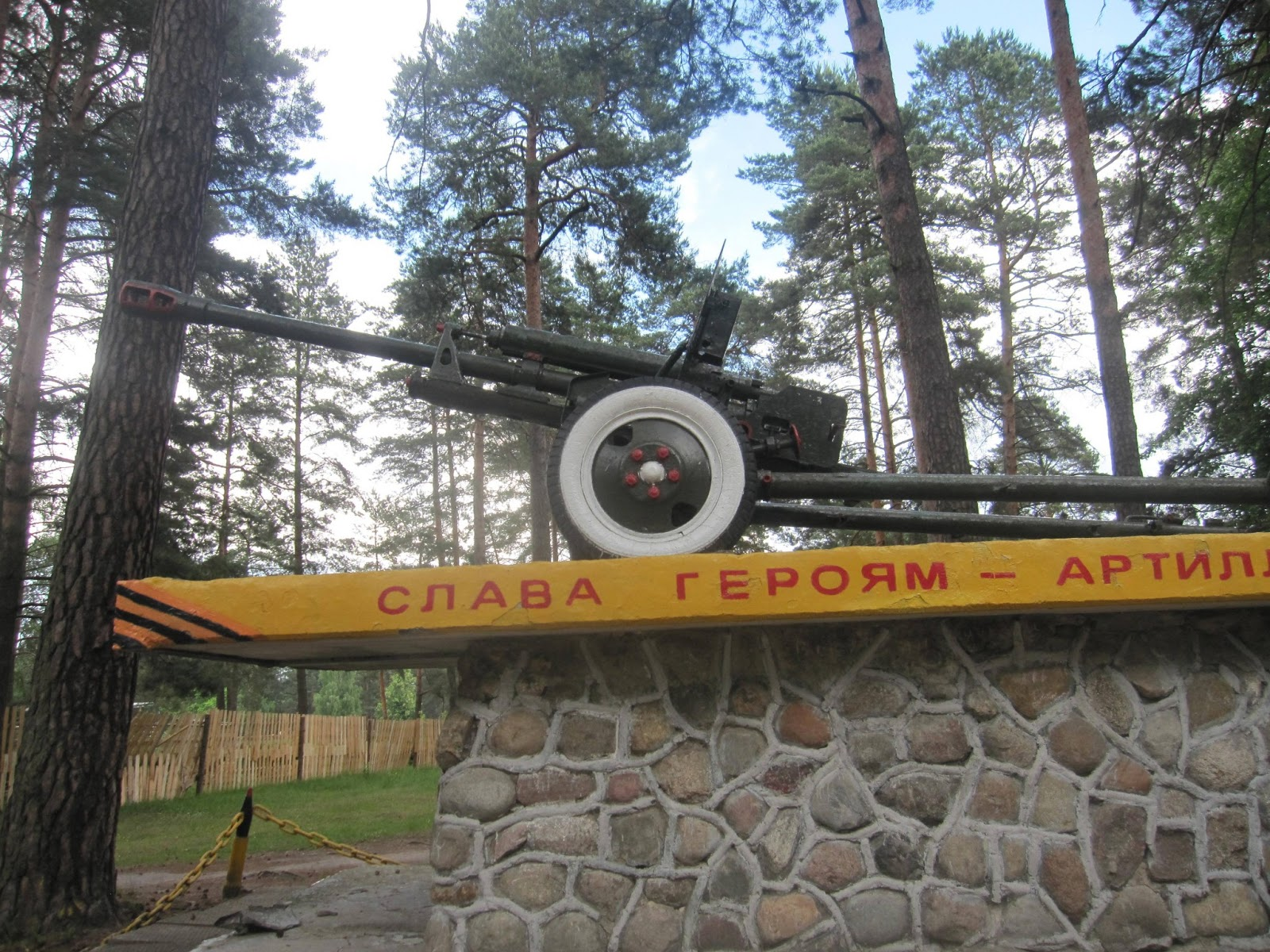
Памятник артиллеристам. Печи. 2013
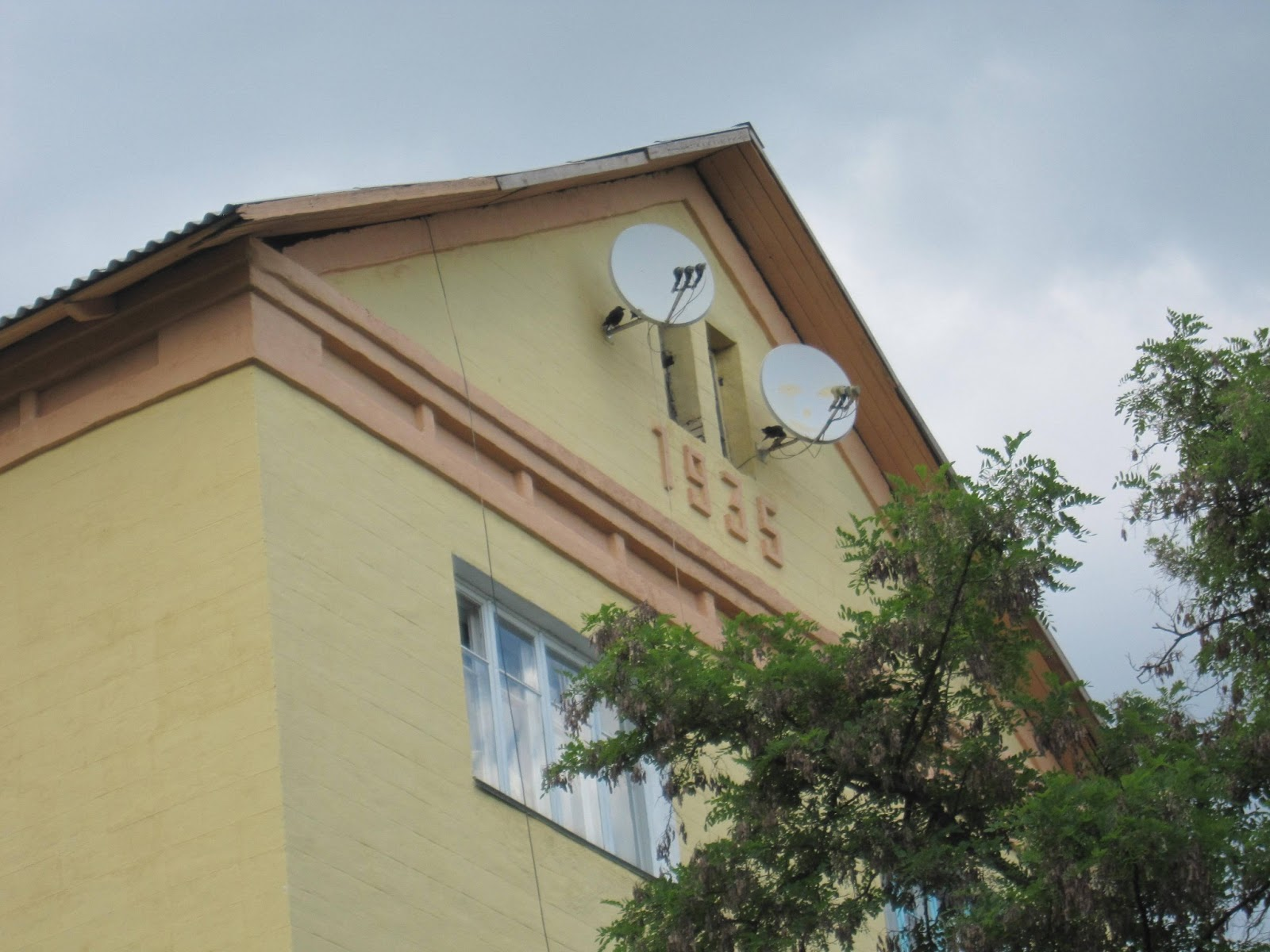
Жилой дом по улице Серебреникова 1935 года постройки

### Исследования и художественная литература
- Разведывательно-диверсионные школы фашистской Германии Архивировано 17 декабря 2016 года. // Чекист.ру
- Борисовское кавалерийское училище // РККА.ру
- Борисов И. С. «Сатурн» на ладони: о разведке и разведчиках — Мн.: Беларусь, 1994—270 с.

### Карты, фотографии и мемуары
- Печи на Wikimapia
- Печи на Foursquare
- Печы на картах і фотаздымках. Блог Андрэя Берастоўскага
- Печи на фотоснимках и в воспоминаниях (Блог Андрея Берестовского) часть 1, часть 2, часть 3
- Печи в каментариях. Блог Андрея Берестовского
- Про 72 учебный центр (Тихий омут) // Live Journal
- 37 фотографий из Печей // Tripmondo. com

### В соцсетях
- Военный городок Печи и вся армия Беларуси // УКантакце
- П/о Печи (вчера и сегодня) // УКантакце
- Борисов. Школа № 7 г. // УКантакце
- Печинский дом культуры // УКантакце
- Печинский дом культуры // Аднакласнікі
- Град Борисов // Facebook